# Čierne Kľačany
Čierne Kľačany jsou obec na Slovensku v okrese Zlaté Moravce v Nitranském kraji. Žije v nich přibližně 1 200 obyvatel.

## Historie
Oblast byla osídlena již v neolitu, což dokládají archeologické nálezy tří sídlišť kultury s lineální keramikou. Z doby Velké Moravy pochází nálezy bronzové gombíkové nášivky a zejména pyxidy – liturgického předmětu ze slonoviny, který je datovaný do 4. až 6. století a na území Velké Moravy se dostal s misí svatého Cyrila a Metoděje.[zdroj⁠?!]
První písemná zmínka o vsi pochází z roku 1206 a nachází se v bule vydané papežem Inocence III. Doložené názvy vsi jsou: Chelecen (1206), Kelechen (1386), Fekethe Kelechen (1600), Klaczany (1773), Cžerné Klačany (1808), Čierne Kľačany (1920), maďarsky Feketekelecsény. Vesnice patřila nejprve opatství v Hronském Beňadiku, od roku 1376 jeleneckému panství a v 18. století panství Zlaté Moravce. V 16. a 17. století vesnice trpěla tureckými nájezdy. Obyvatelé se živili převážně zemědělstvím. K rozvoji obce přispělo vybudování železniční trati Zlaté Moravce – Kozárovce v roce 1912.

## Přírodní poměry
Leží v severozápadní části Pohronské pahorkatiny v údolí potoka Širočina. Střed obce leží v nadmořské výšce přibližně 195 metrů, katastr mezi 180 a 500 metry. Podklad území obce tvoří třetihorní jíly a písky, kryté spraší a hnědozemí. Většina katastru je odlesněna, lesy jsou zastoupeny menšími dubovými a habrovými háji.

## Společenost
Ve vsi působí mimo jiné pěvecký sbor Širočina, ochotnické divadlo a několik sportovních oddílů. Každoročně v březnu zde pořádají silniční běh Čiernokľačanská pyxida.

## Pamětihodnosti
- římskokatolický barokní kostel z roku 1777